# Heather McPhie
Heather McPhie (Bozeman, 28 maggio 1984) è un'ex sciatrice freestyle statunitense.

## Biografia
In Coppa del Mondo esordì il 13 gennaio 2006 a Deer Valley (25ª nelle gobbe) ed ottenne la prima vittoria, nonché primo podio, il 14 gennaio 2010 nella stessa località e disciplina.
Annunciò il proprio ritiro dalle competizioni al termine della stagione 2013-14.
In carriera partecipò a due edizioni dei Giochi olimpici invernali, Vancouver 2010 (18ª nelle gobbe) e Soči 2014 (13ª nelle gobbe), e tre dei Campionati mondiali (4ª nelle gobbe in parallelo a Deer Valley 2011 e nelle gobbe e gobbe in parallelo a Voss-Myrkdalen 2013 i migliori risultati).

## Palmarès

### Coppa del Mondo
- Miglior piazzamento in classifica generale: 5ª nel 2010.
- 15 podi:
  - 4 vittorie
  - 4 secondi posti
  - 7 terzi posti.

#### Coppa del Mondo - vittorie
| Data             | Luogo       | Paese       | Disciplina |
| ---------------- | ----------- | ----------- | ---------- |
| 14 gennaio 2010  | Deer Valley | Stati Uniti | DM         |
| 15 dicembre 2012 | Ruka        | Finlandia   | DM         |
| 22 dicembre 2012 | Kreischberg | Austria     | DM         |
| 15 marzo 2013    | Åre         | Svezia      | MO         |

Legenda:

MO = gobbe

DM = gobbe in parallelo

### Campionati statunitensi
- 7 medaglie[2]:
  - 2 ori (gobbe nel 2012; gobbe nel 2013)
  - 2 argenti (gobbe nel 2006; gobbe in parallelo nel 2011)
  - 3 bronzi (gobbe, gobbe in parallelo nel 2010; gobbe nel 2011)